# 贺靖
贺靖（1919年1月—2023年3月10日），河南孟津人，中国人民解放军正军职退休干部、原广州军区纪律检查委员会副书记。

## 生平
贺靖1937年11月参加工作，1938年10月加入中国共产党，1939年7月入伍。历任科长、组织部副部长、师政委、军政治部主任，广州军区军政干部学校政委等职。
2023年3月10日，贺靖因病于广州逝世，享年104岁。讣告刊登在6月2日的《解放军报》。